# コリンナ・ハルフォーフ
コリンナ・ハルフォーフ（Corinna Harfouch、1954年10月16日 - ）は、ドイツの女優。

## 経歴
教師の娘として東ドイツのズールに生まれる。高校を卒業して看護婦としての研修を受けたのち、1976年にドレスデン工科大学に入学して繊維産業を専攻。しかし1978年に東ベルリンのエルンスト・ブッシュ演劇大学に入学し、優秀な成績で1981年に卒業する。ベルリン人民劇場に属して舞台女優となる。十八番は『マクベス夫人』。映画にも出演し、1988年に主演した『Die Schauspielerin』でカルロヴィ・ヴァリ国際映画祭最優秀女優賞。1990年には第6回ドイツ民主共和国映画祭で最優秀女優に選ばれるが、東ドイツはその年に消滅してしまった。
ドイツ再統一後の1990年に一時ベルリン・ドイツ劇場に移るが、すぐにベルリン人民劇場に復帰。カール・ツックマイヤーの『Des Teufels General』の演技で1997年に批評家が選ぶ年間最優秀女優に選出される。出演映画は多いもののドイツ映画がほとんどのため国外での知名度は高くないが、2004年の『ヒトラー 〜最期の12日間〜』でのマクダ・ゲッベルス（ヨーゼフ・ゲッベルス夫人）役での鬼気迫る演技が注目された。最近はテレビドラマにも進出している。
結婚前の旧姓はMeffert。旧東ドイツ時代にシリア人のコンピュータ技師と結婚して一女をもうける（現在の彼女の姓はこの夫のもの）。その後音楽家の別の男性との間に男児をもうける。共演した俳優と1985年に二度目の結婚をして男児をもうけた（この息子も俳優になった）。最近は映画プロデューサーのベルント・アイヒンガー（『ヒトラー 〜最期の12日間〜』の脚本家・プロデューサー）と交際していたが、破局した。

## 主な出演作品
- Charlie & Louise – Das doppelte Lottchen (1994)（エーリッヒ・ケストナー『ふたりのロッテ』の映画化）
- ディアボリーク 悪魔の刻印 Der große Bagarozy (1999)
- ヒトラー 〜最期の12日間〜 Der Untergang (2004)（マクダ・ゲッベルス）
- パフューム ある人殺しの物語 Perfume: The Story of a Murderer (2006)
- 素粒子 Elementarteilchen (2006)